# Лапсары
Лапса́ры — (чув. Лапсар ялĕ, Лапсар) деревня в Чебоксарском муниципальном округе Чувашии. До преобразования в 2022 году Чебоксарского района в муниципальный округ деревня являлась административным центром Лапсарского сельского поселения.

## Физико-географическая характеристика
Деревня расположена на автомагистрали М7 «Волга», к югу от города Чебоксары.

Расстояние до Чебоксар 0,5 км, до райцентра — посёлка Кугеси — 6 км, до железнодорожной станции 0,5 км. 

### Административно-территориальное подчинение
В XIX веке по 1927 год — в Чебоксарской волости Чебоксарского уезда; 

с 1 октября 1927 года — в Чебоксарском районе, Сятракасы-Лапсарского сельсовета; 

с 31 января 1935 года включён в Лапсарский сельсовет; 

с 1939 года — в Сятра-Лапсарском сельсовете; 

с 14 июня 1954 года — в Лапсарском сельсовете.

## Название
Краевед И.С. Дубанов, ссылаясь на Егорова Н. И. и  Галкина И. С., приводит такую версию: 

«Расположенная на водоразделе Кукшума и Рыкши д. Лапсары называлась Шахчи Лап Сола, что по-марийски означает „село Шахчи, расположенное в низине“. По-марийски лап „низина; низкий; низко“, саре „жёлтый“. В Республике Марий Эл имеется деревня с названием Лапшар, по-марийски Лапшер, Лапшор. Это название образовано из двух слов: лап „низина, ложбина“ и шор „болото, ручей“, то есть „Болото на низине, ложбине“» (Н. И. Егоров). Также на марийской стороне есть деревни Лапка «Низкая», Лапкасола «Низкая деревня», все они связаны со словом лап «низина» (И. С. Галкин).— Географические названия Чувашской Республики.

### Прежние названия
Историческое название — Лапсар-касы (Шахчи-Лапсола). В XIX веке выселок деревни Янымова (ныне не существует); Шихчи, Янымово.  

## Население
| 2010 | 2012 |
| ---- | ---- |
| 599  | ↘495 |

Население деревни 506 человек (273 женщины и 233 мужчины).
Жители — чуваши, русские. 

## История
Жители до 1866 года государственные крестьяне; занимались земледелием, животноводством, домашним ремеслом, лесоразработкой, бурлачеством, кулеткачеством, прочими промыслами.
В 1886 году открыта церковноприходская школа. 
В 1930 году образован колхоз «Путь Ленина». В 1950 году колхоз соединился с колхозом им. Крупской (с центром в Сятракасах), который в 1959 году вошел в состав совхоза «Чебоксарская птицефабрика». В 1920—50-е гг. имелся цех по выработке рогожи и кулей.
Деревня дала название посёлку Новые Лапсары, выросшего рядом с ней, и входящего в состав города Чебоксары.

## Инфраструктура
Водопровод централизованный из г. Чебоксары. Деревня газифицирована.
Функционирует ООО «Чебоксарская птицефабрика». Имеется магазин. 

Улицы: ГРС, Комсомольская, Луговая, Совхозная, Чебоксарская, Шоссейная.

## Памятники и памятные места
- Обелиск погибшим в Великой Отечественной войне воинам — жителям деревни Лапсары (ул. Чебоксарская)[11].

## Уроженцы
- Кириллова Людмила Ефремовна (род. 1941) — новатор производства, мастер-птицевод 1-го класса, птичница производственного объединения «Дружба» Чебоксарского района, награждена орденами Трудового Красного Знамени, «Знак Почёта», медалями, занесена в Почётную Книгу Трудовой Славы и Героизма Чувашской АССР[12]
- Фёдорова Любовь Владимировна (род. 1951) — актриса, заслуженная артистка Чувашской АССР, народная артистка Чувашской Республики, заслуженная артистка Российской Федерации, награждена медалью ордена «За заслуги перед Чувашской Республикой»[13].